# 中川秀成
中川 秀成（なかがわ ひでしげ）は、安土桃山時代から江戸時代初期にかけての武将、大名。豊後国岡藩の初代藩主。中川清秀の次男。

## 生涯
天正11年（1583年）、父・清秀が賤ヶ岳の戦いで戦死した後、家督は兄の秀政が継いでいた。
秀政は、文禄の役の朝鮮半島で文禄元年（1592年）10月24日に鷹狩り中に敵に包囲され殺された。この失態による改易を恐れた中川家では「戦死」と報告したが露見し、豊臣秀吉の怒りを買うが、特に父清秀の賤ヶ岳の戦いでの武功に免じて、秀成は兄の遺領の半分、播磨国三木6万6千石の相続を許された。同年12月6日、豊臣秀吉は、宮部長熙（因幡鳥取城主）・荒木重堅（因幡若桜城主）・南条元続（伯耆羽衣石城主）・垣屋恒総（因幡浦住城主）への発給文書において、「無人」の状態で待伏に遭遇・戦死した中川秀政について舎弟の中川秀成に跡目相続を命令したこと、今後は不用心にて戦死した場合は跡目相続を承認しないことを通達している。
文禄2年（1593年）、第二次晋州城攻防戦では1千の動員を命令されている。
文禄3年（1594年）2月、秀吉から豊後岡に7万4千石の所領を与えられ移封する。同年1月27日、従五位下修理大夫に叙任し、豊臣姓を下賜された。慶長2年（1597年）からの慶長の役では1千5百を動員して右軍に属して渡海、8月16日の黄石山城攻略戦に参加した。諸将が一堂に会した26日の全州会議以降は池田秀雄と共に泰仁、光州の制圧を指示された。その後、全羅道経略の再確認が行われた9月16日の井邑会議にも参加し、忠清道から全羅道へかけて転戦した。
慶長5年（1600年）の関ヶ原の戦いでは、家臣を西軍方の丹後田辺城攻めに派遣したが、関ヶ原において行われた本戦が終結した後に東軍に与した。戦前から細川忠興家臣の松井康之・有吉立行と連携し、大友義統との戦いを想定して家臣の小林新介と書状のやり取りをさせている。西軍の臼杵城主太田一吉を攻撃し、佐賀関の戦いでは太田方に家臣を討ち取られたものの、その功績によって戦後徳川家康から所領を安堵された。
慶長17年（1612年）に死去し、跡を次男・久盛が継いだ。
朝鮮の役時、朝鮮より牡丹を持ち帰り、岡城や数か所の寺院に植えられ、何度か植え替えや株分けが行われた。現在残っているものは、第2代藩主中川久盛が祖父佐久間盛政の菩提を弔うため、寛永21年（1644年）に建立された英雄寺（大分県竹田市会々2033）の山門鐘付き堂右にあり、この英雄寺は牡丹の咲く毎年4月20日に牡丹祭りと法要を開催している。

## 系譜
- 父：中川清秀（1542年 - 1583年）
- 母：熊田宗白の娘
- 正室：虎姫（1564年 - 1610年）、洞仙院殿春晃英玉大姉 - 新庄直頼の養女、佐久間盛政の次女
  - 長女：稍々（夭逝）
  - 長男：中川久盛（1594年 - 1653年）
  - 次女：小石（夭逝）
  - 三女：スケ - 水野元綱正室
  - 次男：中川小吉（夭逝）
  - 三男：中川大蔵（夭逝）
  - 四男：佐久間勝成（内記）